# Ronde van Táchira
De Ronde van Táchira (Vuelta ciclista al Táchira) is een wielerronde, die elk jaar in januari wordt gehouden in het gebied Táchira, in het westen van Venezuela. De Vuelta al Tachira maakt deel uit van het Amerikaanse continentale circuit, de UCI America Tour. De ronde wordt sinds 1966 verreden, en slechts vier keer won er geen Colombiaan of Venezolaan.

## Lijst van winnaars

### Meervoudige winnaars
| Overwinningen | Renner                  | Jaren                  |
| ------------- | ----------------------- | ---------------------- |
| 4             | José Rujano             | 2004, 2005, 2010, 2015 |
| 3             | Martín Emilio Rodríguez | 1966, 1968, 1971       |
| 3             | Álvaro Pachón           | 1969, 1970, 1974       |
| 3             | Manuel Medina           | 2006, 2008, 2011       |
| 3             | Roniel Campos           | 2020, 2021, 2022       |
| 2             | Fernando Fontes         | 1975, 1976             |
| 2             | Noel Vásquez            | 2000, 2001             |
| 2             | Jimmy Briceño           | 2012, 2019             |

### Overwinningen per land
| Overwinningen | Land                      |
| ------------- | ------------------------- |
| 35            | Venezuela                 |
| 19            | Colombia                  |
| 2             | Rusland                   |
| 1             | Costa Rica, Cuba, Ecuador |

2005 · 
2006 · 
2007 · 
2008 · 
2009 · 
2010 · 
2011 · 
2012 · 
2013 ·
2014 ·
2015 ·
2016 ·
2017 · 
2018 ·
2019 ·
2020 ·
2021 ·
2022 ·
2023 ·
2024 ·
2025
Belangrijkste wedstrijden

Ronde van San Luis · Ronde van Californië · Ronde van Utah · USA Pro Challenge · Ronde van Alberta